# Эйнджел (месторождение)
Эйнджел (англ. Angel) — газоконденсатное месторождение на северо-западе Австралии. Открыто в 1971 году. Введено в эксплуатацию в 2005 году. Эйнджел входит в австралийский нефтегазовый проект Северо-Западный шельф.
Извлекаемые запасы природного газа оцениваются в 150 млрд м³.
Оператором месторождения является компания Woodside Petroleum.